# イーガル・アロン
イーガル・アロン（ヘブライ語: יגאל אלון, 英語: Yigal Allon、1918年10月10日 - 1980年2月29日）は、イスラエルの政治家。パルマッハ、後にイスラエル国防軍（IDF）の司令官。
彼はアフドゥト・ハアヴォダ党と労働党のリーダーの一人であり、クネセト議会のメンバーと、第10回から第17クネセトまで政府の大臣を務め、首相代行を務めた。

## 生い立ちから軍人時代
アロンはイギリス委任統治領パレスチナのクファル・タボールで生まれた。1937年にクファル・タボールのカドゥーリー農業高校を卒業し、ギノサールというキブツに入った。彼の軍人生活はハガナーの防衛部隊の指揮官として始まり、その後1936年から1939年のアラブ暴動の際の連隊指揮官となった。1941年、彼はパルマッハの創設メンバーの一人となる。同年、彼はイギリス軍によるヴィシー政権統治下のレバノンおよびシリアへの侵攻作戦 (エクスポーター作戦) に参加する。1942年11月のエル・アラメインの戦いに連合軍が勝利した後、イギリス軍はパルマッハの武装解除を命じたが彼らは秘密裏に活動を続け、1943年にアロンはパルマッハ副司令官となり、1945年までその地位を務めた。1945年にパルマッハ初代最高司令官のイツハク・サデーがハガナーの最高司令官に就任したため、彼に代わってアロンがパルマッハ最高司令官となった。
1948から49年の第一次中東戦争の間、アロンは3つの戦線全てにおいて戦争の主要な作戦、すなわちガリラヤ方面でのイフタハ作戦、中央方面のダニー作戦、シナイ半島/ネゲブ方面のヨアヴ作戦・ホレヴ作戦などを指揮した。ダニー作戦はパルマッハの指揮の下、イフタハ旅団、ハレル旅団、第8機甲旅団、およびキルヤティ旅団とアレクサンドロニ旅団から派遣された2個大隊等が参加し、1948年7月9日から19日の最初の休戦の終わりに実行された。作戦の目的はテルアビブの東の領土を占領し、その後内陸を突き進みエルサレムのユダヤ人住民と軍隊を解放することだった。最初の段階での作戦は成功し、ロッドとラムラの2都市を占領し、イスラエルの手によってロッドに国際空港と、戦時利用のための鉄道駅を設置した。その後、占領された2都市のアラブ人の追放をダヴィド・ベン＝グリオンがアロンに命じ、50,000人から70,000人のうち数百人だけが留まった。 作戦の第2段階は、ラトルンに駐留するアラブ軍団（トランスヨルダン軍）からの予想外の強い抵抗にあったことや、国連が停戦を強いる様相を見せたことで失敗に終わった。
第一次中東戦争の休戦中、イルグンとの間で発生したアルタレナ号事件 や、レヒによるフォルケ・ベルナドッテ国連調停委員の暗殺が起こったこともあり、イスラエル首相ダヴィド・ベン＝グリオンはイスラエルに独立した軍事勢力を一切認めないことを決め、パルマッハに対しても司令部と命令系統を解体し、IDFへ編入することを主張した。これに対しアロンは、アルタレナ号事件で反体制派を抑え込んだパルマッハのような機関は内戦を防ぐために必要と、存続擁護の論陣を張った。しかし、アロンはベン＝グリオンに押し切られる形で命令を受け入れ、パルマッハは消滅した。
彼の軍人としての最後の仕事は南方戦線（エジプト方面）での指揮だった。彼は1950年に現役を退いた。
彼はアラビア語が堪能で、アラブ人の村に赴き、和解のための努力を続けた。彼はヨルダンのアブドゥッラー1世と親密な友人関係であるとされた。

## 政治家としての経歴

### クネセト議員時代
軍人としての経歴を経て、アロンは政治家の職に乗り出した。彼はアフドゥト・ハアヴォダ党の人並み優れたリーダーとなり、1955年にクネセト議会への初当選を果たし、生涯まで現役を続けた。彼は経済問題委員会、憲法、法律・司法委員会、文部委員会、イスラエルのスポーツに関する協議のための発議会合同委員会（Joint Committee on the Motion for the Agenda Regarding Sports in
Israel）と外務・防衛委員会のメンバーだった。

### 行政職時代
彼は1961年から1967年まで労働大臣を務めた。この立場で彼は雇用推進のための国営事業や道路網の拡張に努め、労働裁判所の設置など労使に関する法案の可決を推し進めた。1967年から1969年までは副首相と移民統合大臣を務めた。1967年の六日間戦争を提案したグループの1員だった。
アロンは1969年2月26日のイスラエル首相レヴィ・エシュコルの死後、短期間の間、臨時首相となった。彼は1969年3月17日まで職につき、ゴルダ・メイアに受け継いだ。彼はゴルダ・メイア内閣で副首相と文部大臣となり、1974年までそのポストを務めた。1974年、彼は兵力分離協定の代表派遣団に参加した。1974年に外務大臣となり、1977年までこのポストに就いた。
1980年の彼の突然の死まで、彼はアラインメント党の党首選の、現職の党首シモン・ペレスに迫る候補者だった。
エルサレムから北東に向かう西岸地区の主要道路の名前は彼の名からとられている。